# Barbadin
Barbadin (Passiflora quadrangularis), även kallad jättegrenadilla och granadin, är en passionsblomsväxtart som beskrevs av Carl von Linné. Barbadinen ingår i släktet passionsblommor, och familjen passionsblomsväxter. Inga underarter finns listade i Catalogue of Life.